# Schizomitrium torrentium
Schizomitrium torrentium là một loài Rêu trong họ Hookeriaceae. Loài này được (Broth.) W.R. Buck mô tả khoa học đầu tiên năm 1985.